# Каменно-железни метеорити
Каменно-железните метеорити са метеорити, които са съставени от метал и скална материя. Метеоритите, паднали на Земята, са разделени на три големи типа – Железни, Каменно-железни и Каменни. Железните метеорити са съставени предимно от желязо и никел и произхождат от ядрата на астероиди или по-големи тела като планети и спътници. Каменните са най-разпространеният вид метеорити и повечето от тях някога са били част от кората на тела в Астероидния пояс. Въпреки че съдържат известни малки количества никел-желязо, те в много отношения приличат на земните скали. Каменно-железните метеорити са междинен тип между железните и каменните. Главната им отличителна черта е съдържанието на приблизително равни части от метал и скални материали – никел-желязо и силикати. В сравнение с другите два основни типа, те са изключително редки и представляват 1,8 % от всички известни метеорити. Общото тегло на всички намерени метеорити от този тип е около 10 тона, а регистрираните им падания са 1,5 % от тези на всички метеорити.
Определянето на типа каменно-железни метеорити не е достатъчно прецизно, тъй като няколко групи хондрити и ахондрити отговарят на приетото за тях определение, например на бенкубинитите от Хондритите и лодранитите от Ахондритите. Същото се отнася и за няколко други метеорита със силикатно-железен състав. Те биха могли да се разглеждат като истински каменно-железни метеорити, но, поради различни причини, са класифицирани в други класове и кланове.

## Класификация
Каменно-железните метеорити са разделени на два класа – паласити и мезосидерити. Първоначално са приемани за сходни по произход и състав, но днес се смята, че двата вида са се образували по много различни начини. Комбинирани са в един тип не толкова поради сходството си един с друг, а по-скоро защото са прекалено различни от всички останали метеорити. Мезосидеритите остават като самостоятелна група към каменно-железните метеорити. Паласитите са разделени на 4 групи – Главна група, Йигъл стейшън, Пироксенови паласити и Негрупирани.

## Паласити

### Произход
Двата класа каменни метеорити имат доста различен произход. Както за много от метеоритите, няма установен консенсус по въпроса, а съществуват по няколко теории за техния произход. Според най-разпространената те са формирани в астероиди, на границата между металното им ядро и силикатната мантия около него. Според друга теория мястото им на образуване не е зоната мантия-ядро, а са се формирали при удари с големи обекти. Създадени са в множество родителски тела при повтаряеми процеси в Слънчевата система. Паласитите от главната група, подобно на няколко от групите железни метеорити, са се охладили в обекти, образувани след като първоначалните диференцирани тела са били разцепени чрез сблъсъци с по-големи.

### Състав
Метеоритите от клас паласити са съставени от кристали оливин, разпръснати в никел-желязна матрица. Никел-желязото е кохерентна маса, обхващаща отделени каменисти части. Като обемно съдържание са изградени от около 65 % оливин, 30 % никел-желязо, а останалите 5 % са заети от хромит, троилит и фосфати. Силикатите в паласитите понякога съдържат скъпоценни и полускъпоценни камъни и се смятат за едни от най-красивите представители на метеоритите.

#### Главна група паласити (PMG)
Това е основната група паласити, която съдържа най-много членове. До 4 септември 2021 г. откритите и наименувани паласити от този вид са 60. Около 90 – 95% от тях имат сходен състав и предполагаемо произхождат от едно тяло, а останалите вероятно са получени от няколко допълнителни астероида. Съдържат богати на магнезий оливинови кристали, разпръснати в никел-желязна матрица. Между тях и матрицата често се срещат допълнителни минерали като троилит, шрайбрезит и хромит.

#### Ийгъл стейшън (Eagle Station) (PES)
Тази група е кръстена на паласит, намерен през 1880 г. в близост до гара Ийгъл, Кентъки. Групата се състои само от 5 члена и в сравнение с паласитите от главната група, се различават с по-високото си съдържание на Ni, Ge, Ir, Co, Re, Pt и Cu и по-ниско на As, Au и Ga в метала, както и с по-високо си съдържание на Fe в силикатите. Оливинът е изключително богат на желязо, а металът има по-високо съдържание на никел, отколкото всички други паласити. Всички съдържат силно фрагментирани оливинови кристали, смесени с малки, неправилни оливинови отломки в никел-желязната матрица.

#### Пироксенови паласити
Това също е малка група от богати на пироксен паласити, която се състои само от три члена. И трите съдържат минимални количества клинопироксени, които се срещат като включвания в кристалите на оливина. Всички съдържат пироксен, хромит и мерилит.

#### Негрупирани паласити
Останалите паласити са уникални и не могат да бъдат причислени към някоя от установените групи. До 4 септември 2021 г. в групата са включени 9 представителя.

## Мезосидерити

### Произход
Според една от теориите мезодидеритите са образувани от сблъсъка на два диференцирани астероида, при което все още течната метална сърцевина на единия се смесва с втвърдената силикатна кора на другия. Според друга образуването им е станало по време на периода на формиране на планетите. Произхождат от сблъсъци с ниска скорост на големи части от метални ядра с повърхността на диференцирано тяло с размера на астероид. Тези сблъсъци разбиват мантиите и корите до малки силикатни фрагменти, но оставят ядрата под формата на големи, издръжливи метални късове.
Най-новите автори предполагат, че стопените метал и силикати първо се смесват чрез удар в реголита на астероид, подобен на Веста, при което се образуват мезосидеритни брекчи, които бързо се охлаждат. Според друга теория, след много събития на топене и удари, които разбиват родителското тяло, следва ново слепване на компонентите и мезосидеритите са погребани дълбоко под кората, където започва тяхното бавно охлаждане при по-ниски температури.

### Състав
Мезосидеритите представляват сложна смес от никел-желязна матрица, троилит и силно брекчирани силикати, съставени най-често от пироксен и плагиоклаз. Плагиоклазът е силно калциев (анортит или битовнит), а известна част от пироксена е във вид на феросилит. Скалните класти са представени до голяма степен от базалти, габро и пироксенити с малки количества дунит, оливин и по-рядко анортозити. Мезосидеритите имат доста сходен състав с членовете на HED групата, както и същото кислородно изотопно фракциониране.
Брекчите са получени следствие на удари и вероятно са свързани с базалтовата ахондритна група от каменните метеорити, но съдържат необичайно голямо количество разпръснат метал. Източникът на метала не е известен със сигурност, но се предполага, че произлиза от сърцевината на обекта, блъснал и начупил мезосидеритното родителско тяло.
При матрицата се наблюдава непрекъсната последователност, в която съседните елементи не се различават забележимо един от друг. Разликата в размерите на частиците между скалните и минералните класти, от една страна, и финозърнестите никел-железни матрични зърна е незабележима, което прави разграничението между матрица и класти доста произволно.